# 出島橋

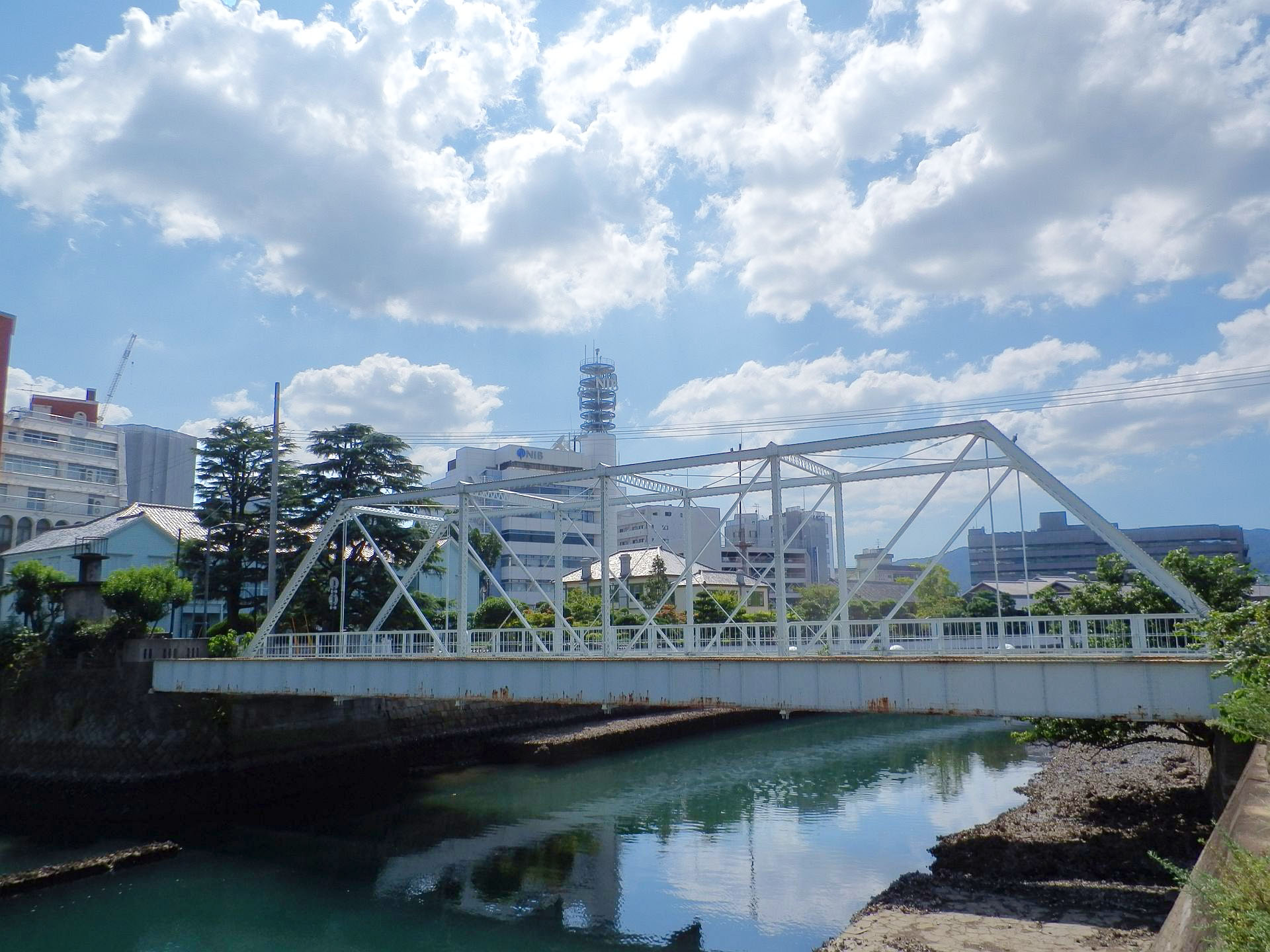
出島橋

出島橋（でじまばし）は、長崎県長崎市にある中島川に架かる橋。河口から数えて3番目の橋で、出島町と江戸町を結ぶ。現役の鉄製道路橋としては日本最古といわれている。国指定史跡である出島和蘭商館跡の東側にある。

## 概要
1890年（明治23年）中島川の河口に新川口橋として架けられた。ピン結合によるプラットトラス橋。細い鉄骨がシンプルに組み合わされた構造である。鉄材はアメリカから輸入した。岡実康設計。1910年（明治43年）に老朽化した旧出島橋の代わりに現在位置に移設された。橋の銘版は崇福寺の装飾にも用いられている蝙蝠文様を模したエキゾチックな形。両端のトラス上部にはめられている。2003年（平成15年）、土木学会の選奨土木遺産に指定。
長さ36.7メートル、幅5.5メートルで、車両は出島町側から江戸町側に向かう終日一方通行。

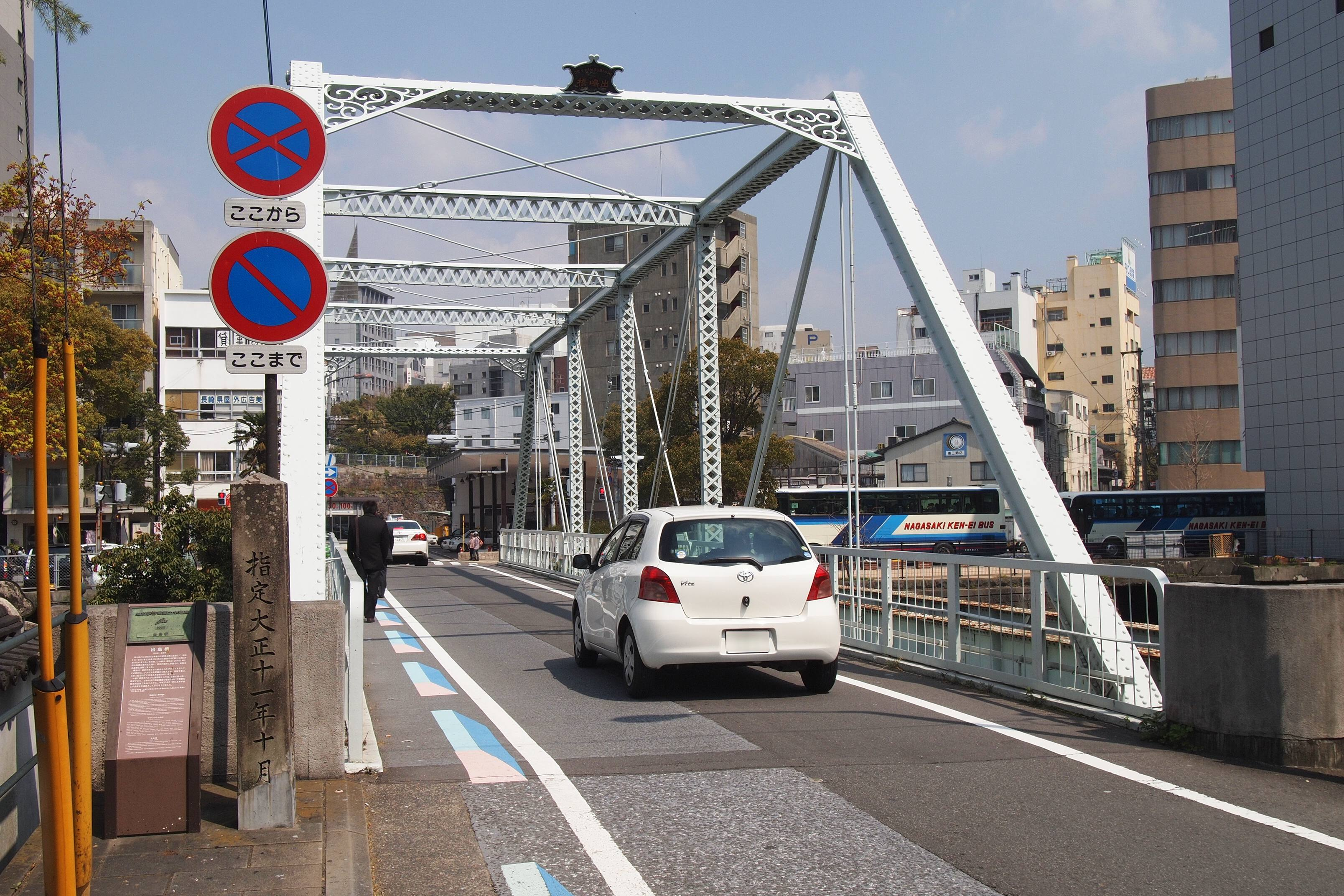
出島側より。
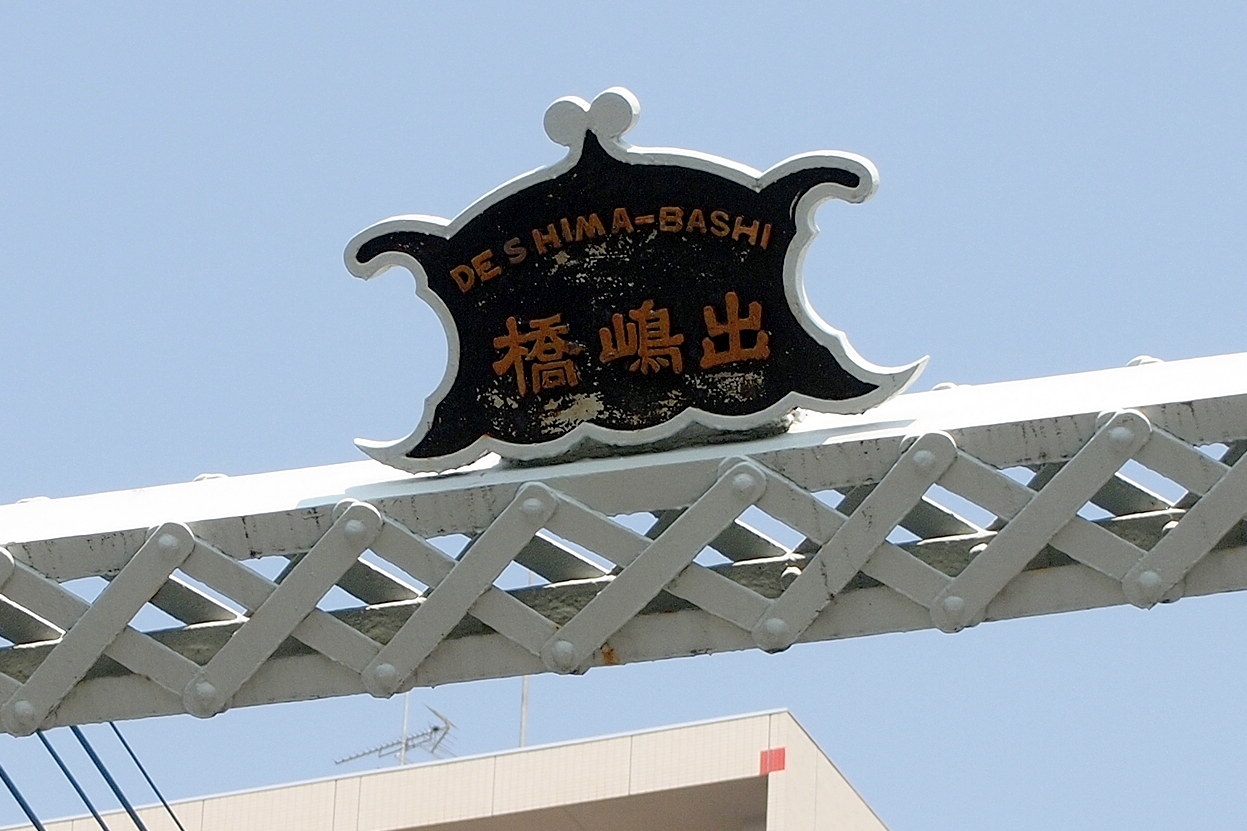
蝙蝠型の銘版。日本語表記は「出嶋橋」英語表記は「DESHIMA-BASHI」となっている。

## 周辺施設
- 出島
- 十八親和銀行本店
- 長崎県庁
- 長崎新地中華街

## アクセス
長崎電気軌道新地中華街電停から徒歩2分